# Silvia Mas
Silvia Mas Depares (Barcelona, 23 de agosto de 1996) es una deportista española que compite en vela en la clase 470. Campeona Mundial de la Clase 470 junto a su compañera Patricia Cantero Reina, Silvia Mas se coronó campeona mundial en la clase 470 en 2021 en Vilamoura, Portugal.
Ganó dos medallas en el Campeonato Mundial de 470, oro en 2021 y plata en 2018. Participó en los Juegos Olímpicos de Tokio 2020, ocupando el undécimo lugar en la clase 470.

## Trayectoria
Comenzó a competir en vela ligera en la clase Optimist, en la que ganó el Campeonato de España absoluto en 2011, convirtiéndose en la cuarta mujer en conseguirlo. Curiosamente, su madre, Silvia Depares, había sido la segunda en obtenerlo. Posteriormente, pasó a competir en la clase 420 con Marta Davila Mateu de tripulante, y en 2014 consiguió la medalla de oro en el Campeonato Mundial de Vela Juvenil disputado en Tavira.
A continuación, cambió a la clase 470 y en 2016 ganó el Campeonato Mundial juvenil (con Paula Barceló) disputado durante la Semana de Kiel, y la medalla de bronce en el Campeonato Europeo juvenil. En 2017 revalidó el título juvenil, también con Paula Barceló, en Enoshima.
En 2024 asumió el rol de patrona del Sail Team BCN en la primera edición de la Women's America's Cup, celebrada en Barcelona en 2024. El equipo logró el tercer lugar en la competición, en la que participaron 12 equipos. La regata se disputó en embarcaciones de la clase AC40, monocascos de 12 metros de eslora con foils, diseñados para tripulaciones de cuatro personas. 
También participa en el Circuito 52 Super Series con el Team Alegre donde debutó en la PalmaVela Sailing Week el 28 de abril de 2024, con base en el Real Club Náutico de Palma. En este equipo es la única mujer de los 14 tripulantes que conforman la tripulación.

## Palmarés
| Campeonato de España | Campeonato de España | Campeonato de España | Campeonato de España |
| Año                  | Lugar                | Medalla              |                      |
| -------------------- | -------------------- | -------------------- | -------------------- |
| 2011                 | España ( España)     | Medalla de oro       |                      |
| 2010                 | España ( España)     | Medalla de oro       |                      |

| Campeonato Mundial   | Campeonato Mundial      | Campeonato Mundial | Campeonato Mundial |
| Año                  | Lugar                   | Medalla            |                    |
| -------------------- | ----------------------- | ------------------ | ------------------ |
| 2018                 | Aarhus ( Dinamarca)     | Medalla de plata   |                    |
| 2021                 | Vilamoura ( Portugal)   | Medalla de oro     |                    |
| Grand Slam           |                         |                    |                    |
| Año                  | Lugar                   | Medalla            |                    |
| 2017                 | Hyeres ( Francia)       | Medalla de plata   |                    |
| 2017                 | Miami ( Estados Unidos) | Medalla de bronce  |                    |
| 2017                 | Santander ( España)     | Medalla de bronce  |                    |
| 2018                 | Marsella ( Francia)     | Medalla de plata   |                    |
| 2018                 | Aarhus ( Dinamarca)     | Medalla de plata   |                    |
| 2019                 | Marsella ( Francia)     | Medalla de bronce  |                    |
| 2019                 | Japón ( Japón)          | Medalla de oro     |                    |
| Campeonato de España |                         |                    |                    |
| Año                  | Lugar                   | Medalla            |                    |
| 2017                 | España ( España)        | Medalla de oro     |                    |
| 2018                 | España ( España)        | Medalla de oro     |                    |
| 2019                 | España ( España)        | Medalla de oro     |                    |
| 2022                 | España ( España)        | Medalla de oro     |                    |